# Господство Хайнсберг
Господството Хайнсберг (на немски: Herrschaft Heinsberg) е историческа територия на Свещената Римска империя. Главен град е Хайнсберг в Северен Рейн-Вестфалия, Германия.

## История
Първият споменат в документ от 1085 г. господар на Хайнсберг e Госвин I († 1128), вероятно син на Дитрих I Фламенс († 1082), господарят на Васенберг от рода на Фламенсите, които са господари на Васенберг и дават първите графове на Гелдерн. Резиденция на господарите на Хайнсберг е замък Хайнсберг, създаден през 9 век. Госвин I управлява от 1085 г. Господство Хайнсберг и едновременно Фалкенбург в днешна Нидерландия и е женен за Ода фон Валбек († 1152).
Преди 1191 г. Аделаида, дъщеря наследничка на Готфрид († пр. 1185), се омъжва за граф Арнолд II († пр. 1201) и Господство Хайнсберг попада към Дом Клеве през 1191 г.
През 1228/1233 г. Агнес фон Клеве-Хайнсберг († 1267), дъщеря на граф Дитрих I фон Фалкенбург и Хайнсберг († 1228), наследничка на линията Клеве-Хайнсберг, странична линия на графовете на Клеве, се омъжва за граф Хайнрих I († 1259) от род Спанхайми и през 1246 г. се основава линията Спонхайм-Хайнсберг.
Мъжката линия на господарите на Хайнсберг умира с Йохан IV през 1448 г. Чрез дъщеря му Йохана, омъжена от 1456 г. за граф Йохан II фон Насау-Саарбрюкен († 1472) и тяхната дъщеря Елизабет (1459 – 1479), омъжена от 1472 г. за херцог Вилхелм фон Юлих-Берг, господството Хайнсберг отива към Херцогство Юлих-Берг през 1484 г. като служба Хайнсберг.